# Mohammad Rajablou
Mohammad Rajablou (6 april 1985) is een Iraans baan- en wegwielrenner die anno 2016 rijdt voor Pishgaman Giant Team.

## Baanwielrennen

### Palmares
| Jaar | IK                                        | AK                      | WK | Overig                        |
| ---- | ----------------------------------------- | ----------------------- | -- | ----------------------------- |
| 2011 | Omnium, Puntenkoers, Ploegenachtervolging | Puntenkoers, Ploegkoers |    |                               |
| 2012 |                                           | Puntenkoers             |    |                               |
| 2013 |                                           | Ploegkoers, Puntenkoers |    | Teheran: Ploegenachtervolging |
| 2014 |                                           | Puntenkoers             |    |                               |

## Wegwielrennen

### Overwinningen
2007
6e etappe Ronde van Azerbeidzjan
2016
4e etappe Ronde van Japan

## Ploegen
- 2005 –  Paykan
- 2009 –  Azad University Iran (vanaf 28-7)
- 2013 –  Ayandeh Continental Team (tot 30-6)
- 2014 –  Pishgaman Yazd
- 2015 –  Pishgaman Giant Team (van 1-4 tot 12-5)
- 2016 –  Hy Sport-Look Continental Cycling (tot 31-3)
- 2016 –  Pishgaman Giant Team (vanaf 1-4)